# Masta Killa
Джамель Іріф (народжений Елгін Тернер; 18 серпня 1969, Бруклін, Нью-Йорк, США), більш відомий під своїм сценічним псевдонімом Masta Killa, — американський репер і член гурту Wu-Tang Clan. Хоча він є одним із найменш відомих учасників групи (він звучав лише в одному треку на їхньому дебютному альбомі 1993 року Enter the Wu-Tang (36 Chambers)), він плідно брав участь у альбомах і сольних проєктах групи із середини 1990-тих. Він випустив свій дебютний альбом No Said Date у 2004 році, отримавши позитивні відгуки, і з тих пір випустив ще три альбоми.

## Кар'єра

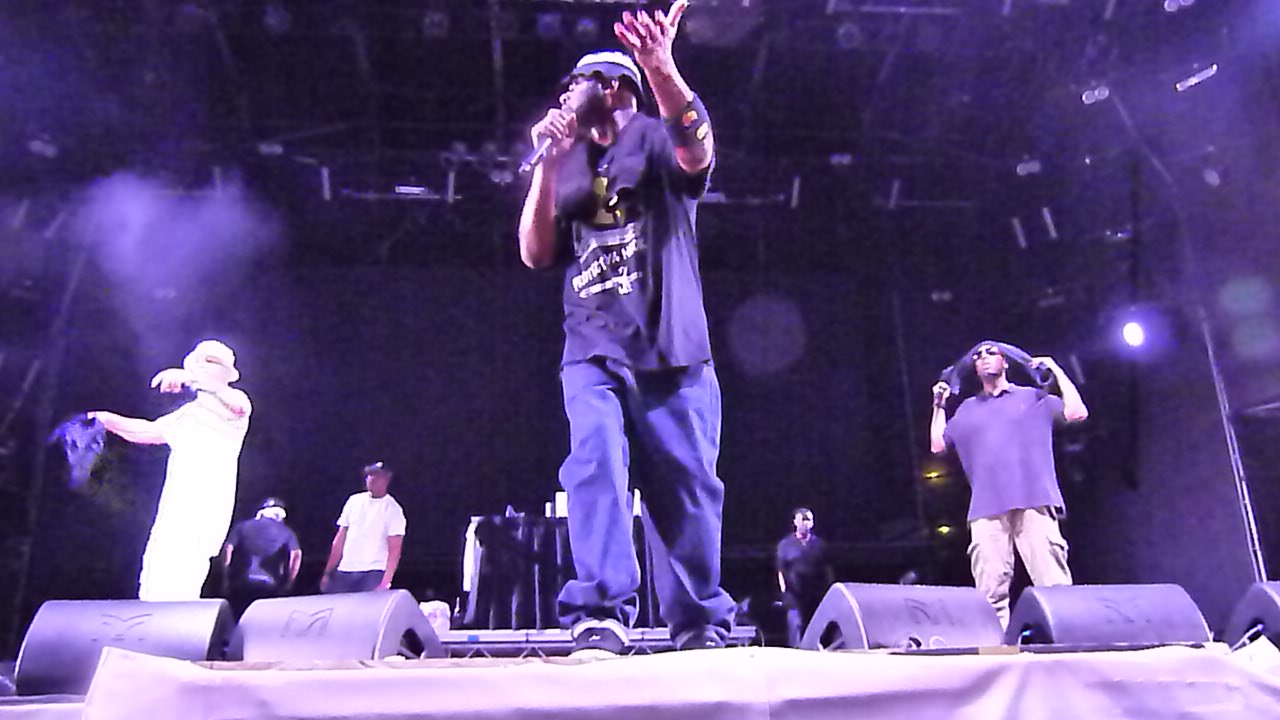
Masta Killa в Будапештському парку

Маста Кілла був останнім членом клану Ву-Тан; отже, він не з'явився в дебютному синглі групи "Protect Ya Neck". Він з'явився лише в одному треку першого альбому Wu-Tang Clan, у заключному куплеті «Da Mystery of Chessboxin». Фактично, на DVD No Said Date Killah Priest стверджує, що він і Маста Кілла змагалися за місце в «Da Mystery of Chessboxin'», і поки Кілла Пріст заснув, Маста Кілла не спав всю ніч, а Кілла Пріст наступного ранку прокинувся під куплет Маста Кілли.
Під час першого раунду сольних проектів він кілька разів виступав на треках, які зараз вважаються класикою Wu-Tang, таких як «Winter Warz», «Duel of the Iron Mic» і «Glaciers of Ice». Його флоу в той час привернув увагу через те, що він був дуже повільним і невимушеним, на відміну від більш маніакальних, сильних стилів учасників, таких як Inspectah Deck і Ghostface Killah. Маста Кілла також є найбільш улюбленим представником клану в образах китайських бойових мистецтв. У 1997 році, на другому альбомі клану Wu-Tang Forever Masta став опорою в складі групи з регулярними появами протягом всього альбому.
Masta Killa був останнім учасником, який випустив сольний проект після того, як він був відкладений на кілька років і, нарешті, випущений у червні 2004 року під назвою No Said Date. Альбом отримав визнання критиків, він став альбомом-бестселером незалежного лейбла Nature Sounds, примітним тим, що на альбомі були присутні всі основні члени Wu-Tang Clan після періоду в історії групи, коли не вистачало єдності. Його другий альбом, Made in Brooklyn, був випущений 8 серпня 2006 року і включає в себе продакшн Pete Rock і MF Doom. «Ringing Bells», головний сингл альбому, створений Bronze Nazareth, був випущений у березні 2006 року.
У грудні 2012 року він випустив свій третій альбом під назвою Selling My Soul, платівку з важкими соул-рувами та гостями, зокрема Kurupt і покійним Ol' Dirty Bastard. Альбом був задуманий як попередник його довгоочікуваного альбому Loyalty is Royalty, вперше анонсованого в 2010 році та зрештою випущеного в 2017.

## Особисте життя
На веб-сайті Wu-Tang Corp. Маста Кілла заявив: «Я знаю, що багатьом фанатам здаюся серйозним і тихим. Це тому, що я серйозно ставлюся до своєї роботи. Це не гра. Клан і я наполегливо працюємо, щоб дати вам найкраще».
Як і інші члени клану Wu-Tang GZA і RZA, Маста Кілла є вегетаріанцем.
Маста Кілла має двох синів, Етернал і Джейсона. 

## Псевдонім
Маста Кілла отримав своє ім'я від фільму про кунг-фу 1978 року Shaolin Master Killer, також відомого як 36-та ступінь Шаоліня.

## Дискографія

### Студійні альбоми
- No Said Date (2004)
- Made in Brooklyn (2006)
- Selling My Soul (2012)
- Loyalty is Royalty (2017)

## Зовнішні посилання
- Біографія Masta Killa